# Arvo Aalto
Pour les articles homonymes, voir Aalto et Alto.
Arvo Aulis Aalto, né le 13 juillet 1932 à Rovaniemi et mort le 28 avril 2025, est un homme politique finlandais,.

## Biographie

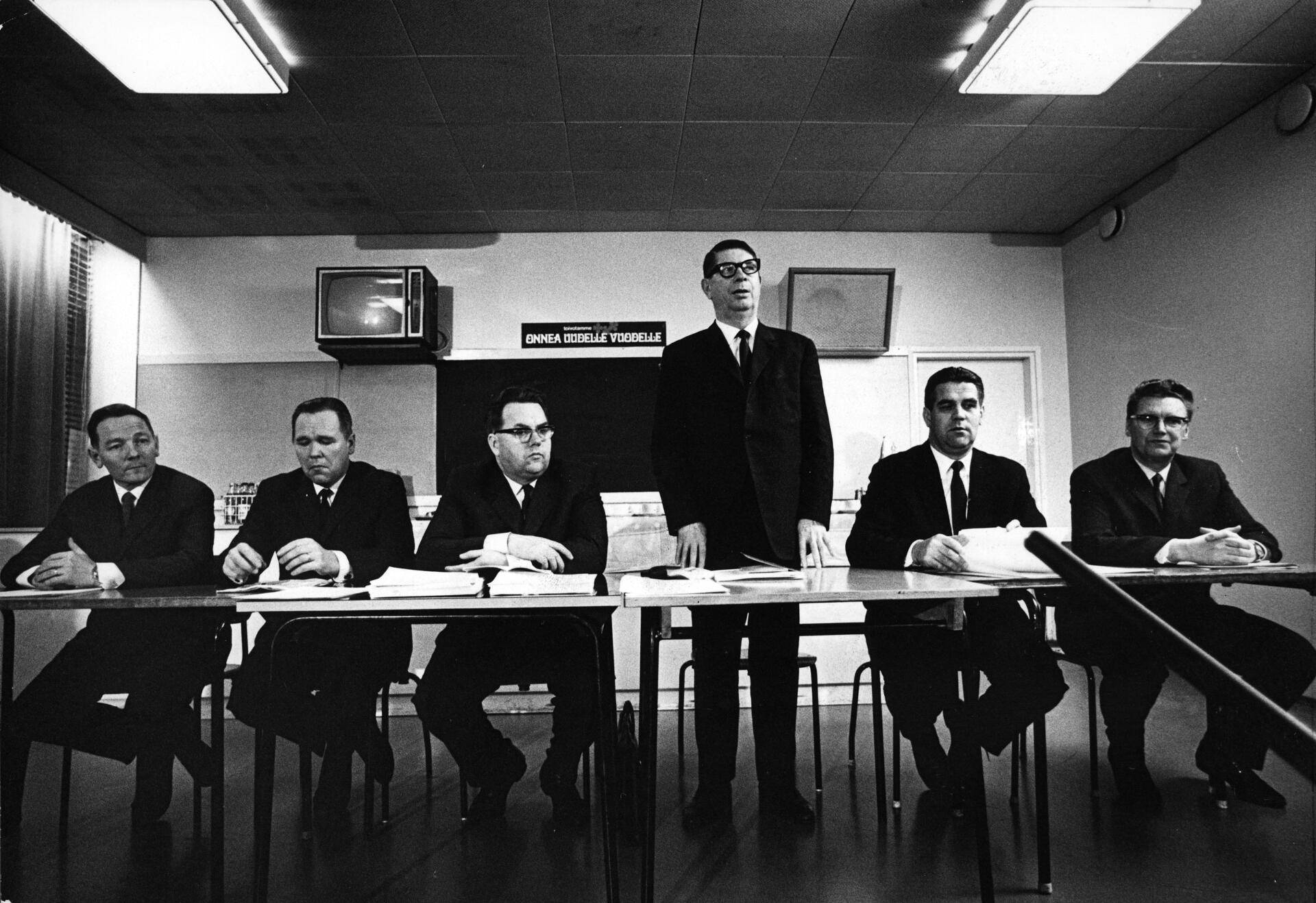
Les dirigeants du Parti communiste de Finlande en 1970. De gauche à droite : Ensio Laine, Markus Kainulainen, Taisto Sinisalo, Aarne Saarinen, Arvo Aalto et Erkki Kivimäki.

Arvo Aalto étudie à l'institut Sirola en 1955-1956 et en 1956-1959 puis travaille pour le SKP en Laponie. 
En 1960-1961 et 1962-1964, il est le secrétaire régional de l'organisation régionale du SKP à Rovaniemi.
Arvo Aalto fréquente l'école du Parti communiste à Moscou de 1961 à 1962.
Son image de l'Union soviétique devient beaucoup plus critique, mais il continue à soutenir l'État dirigé par Nikita Khrouchtchev qui est alors engagé sur la voie de la réforme.
De 1969 à 1977, il est secrétaire du Parti communiste de Finlande et son président de 1984 à 1988.
Arvo Aalto est ministre de l'Emploi des gouvernements Koivisto II (26 mai 1979 - 20 mars 1981)	et  Sorsa II (15 mai 1977 - 26 mai 1979) représentant la Ligue démocratique du peuple finlandais.